# 1 Dywizja Pancerna (Australia)
1 Dywizja Pancerna - pancerny związek taktyczny w składzie armii australijskiej okresu II wojny światowej. Sformowana 1 lipca 1941 w Australii z myślą o walkach w Afryce Północnej przeciwko Niemcom z Afrika Korps.
Na początku wojny na Pacyfiku nie jeszcze posiadała czołgów, ale poza tym była dobrze wyekwipowana. Zimą i wiosną 1942 znajdowała się w odwodzie MacArthura, który przygotowywał plan obrony Australii przed spodziewaną inwazją Japonii
Rozwiązania w połowie 1944 roku.

## Skład
- 1 Brygada Pancerna (3 pułki pancerne),
- 2 Brygada Pancerna (3 pułki pancerne),
- 11 pułk samochodów pancernych,
- 16 pułk piechoty,
- 108 pułk przeciwpancerny,
- inne służby.